# Zabłotów (gmina)
Zabłotów – dawna gmina wiejska w powiecie śniatyńskim województwa stanisławowskiego II Rzeczypospolitej. Siedzibą gminy było miasto Zabłotów, które stanowiło odrębną gminę miejską.
Gminę utworzono 1 sierpnia 1934 r. w ramach reformy na podstawie ustawy scaleniowej z dotychczasowych gmin wiejskich: Borszczów, Chlebiczyn Polny, Ilińce, Trościaniec i Trójca.
Pod okupacją zniesiona i przekształcona w gminę Ilińce.